# 京阪石山站
京阪石山站（日语：／ Keihan-ishiyama eki */?）是位於滋賀縣大津市粟津町，屬於京阪電氣鐵道的石山坂本線停留場。車站編號為OT03。

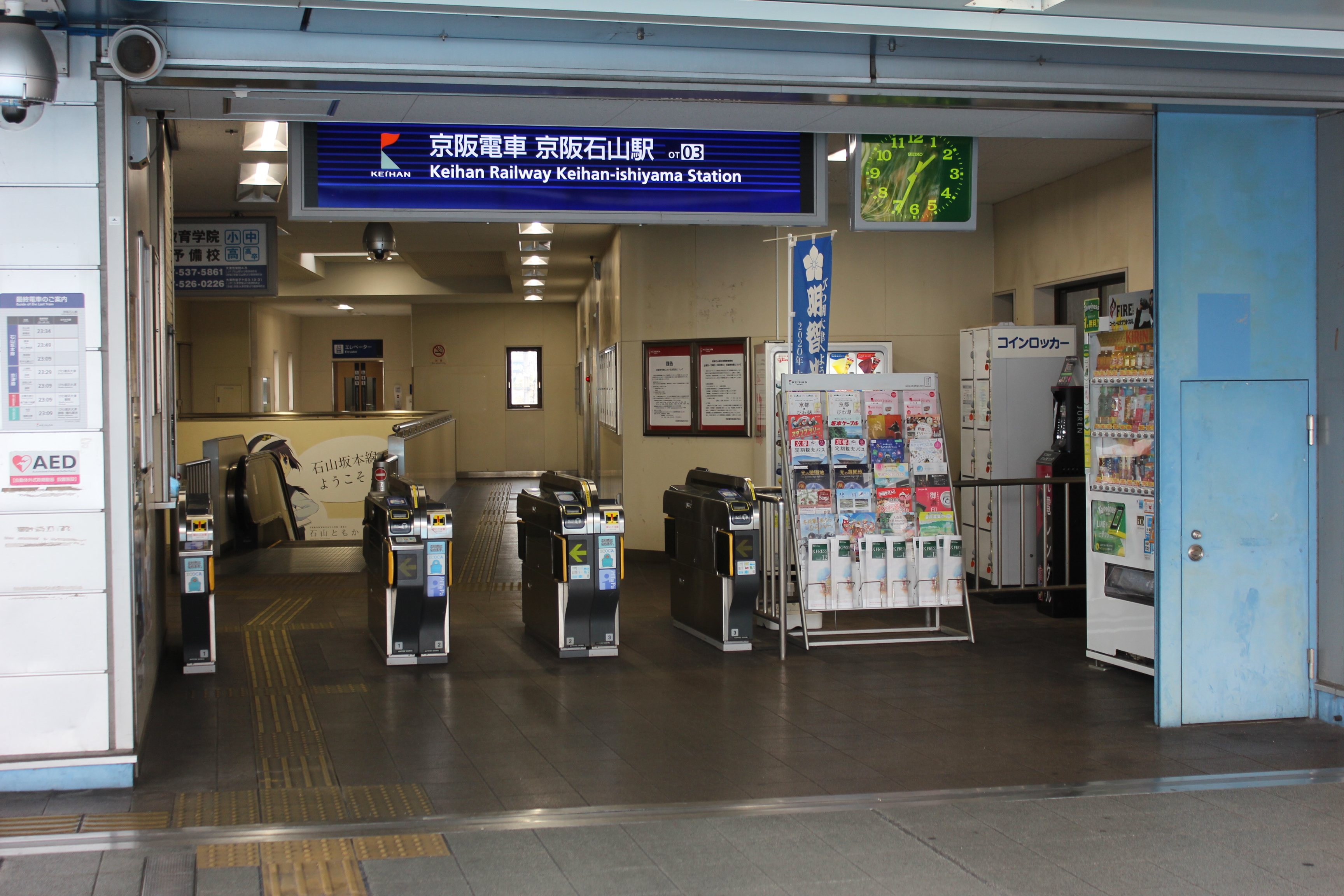
驗票閘口（2020年12月）

## 歷史
- 1914年（大正3年）

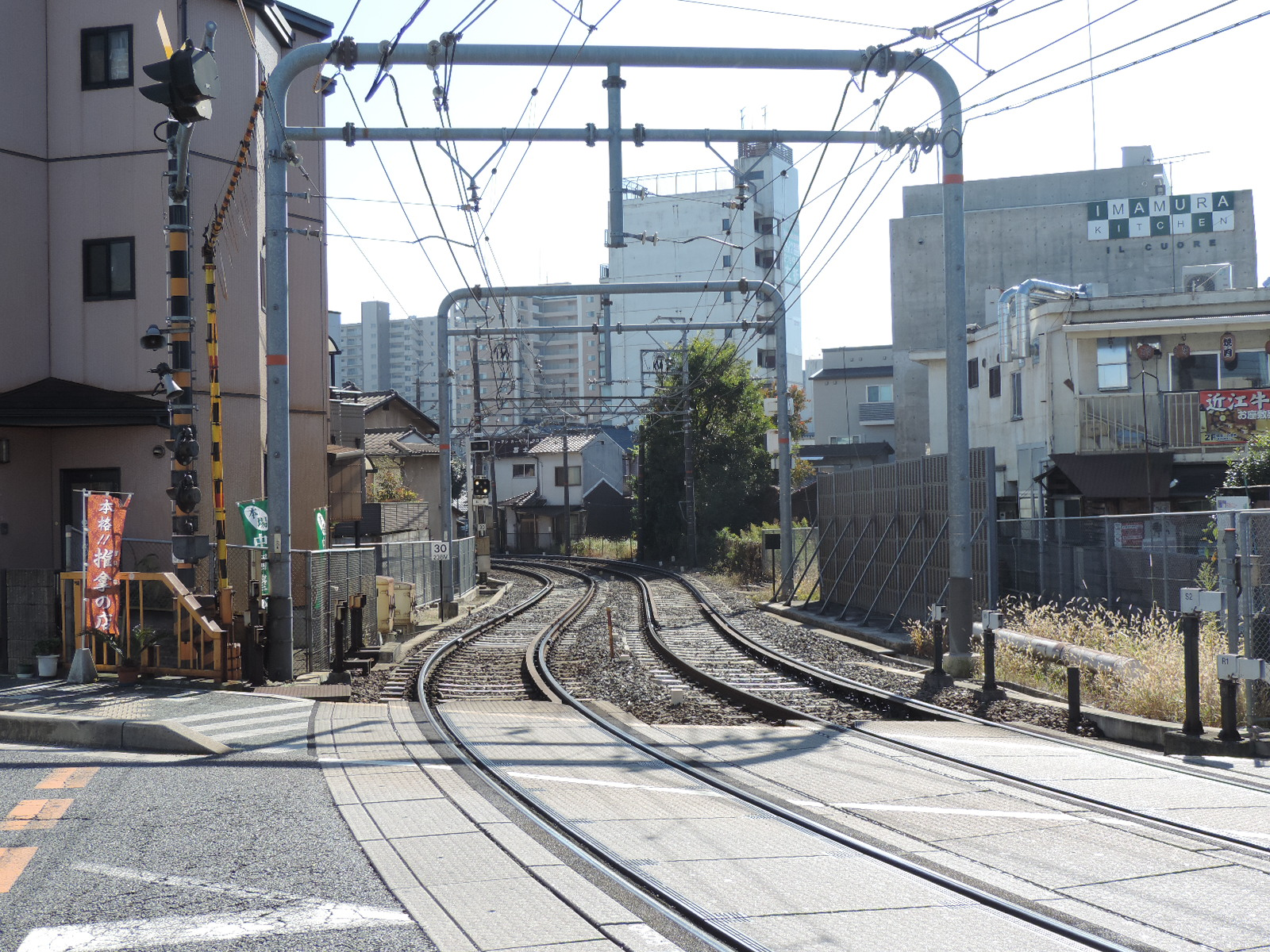
在遷移京阪石山站前後的舊站現址（2017年11月）

  - 1月12日 - 大津電車軌道別保（現時：粟津）至石山站前之間開通，石山站前站啟用。當時為終點站。
  - 1月17日 - 此站至唐橋前之間開通，成為中途站。
- 1927年（昭和2年）1月21日 - 公司合併後，成為琵琶湖鐵道汽船車站[2][3]。
- 1929年（昭和4年）4月11日 - 公司合併後，成為(舊)京阪電氣鐵道石山坂本線的車站[2][3]。
- 1943年（昭和18年）10月1日 - 公司合併後，成為京阪神急行電鐵（現時：阪急電鐵）的車站[2][4]。
- 1949年（昭和24年）12月1日 - 公司分離後，成為(新)京阪電氣鐵道的車站[2][4]。
- 1950年（昭和25年）3月2日 - 月台延長。
- 1953年（昭和28年）4月1日 - 車站改名為京阪石山站。
- 1959年（昭和34年）1月15日 - 月台上蓋翻新。
- 2005年（平成17年）
  - 3月31日 - 車站遷移至JR石山站旁。月台由2面2線的相對式月台變為1面2線的島式月台，同時引入自動閘機。
  - 4月18日 - 開設定期券售票處。
- 2008年（平成20年）8月 - 於站內設置了由醫療法人（日语：医療法人）寄贈的自動體外心臟去顫器(AED)[5]。

## 車站構造
本站是地面車站，設有1面2線的島式月台與跨站式站房，並引入自動閘機（但是閘機不支援Surutto KANSAI共通磁式車票，以及企劃車票）。站房與月台之間透過升降機連接，月台寬度則比較狹窄。此站在早上和深夜為無人車站。

### 月台
| 月台 | 路線        | 上下行 | 方向                                                                             | 備註                               |
| ---- | ----------- | ------ | -------------------------------------------------------------------------------- | ---------------------------------- |
| 1    | ▼石山坂本線 | 下行   | 琵琶湖濱大津、京阪大津京、坂本比叡山口方向 ▲京津線（ 地下鐵東西線 三條京阪）方向 | 京津線需要在琵琶湖濱大津站轉乘列車 |
| 2    | ▼石山坂本線 | 上行   | 石山寺方向                                                                       |                                    |

※月台可容納2卡列車。月台編號在2018年3月時間表修正之際加入。

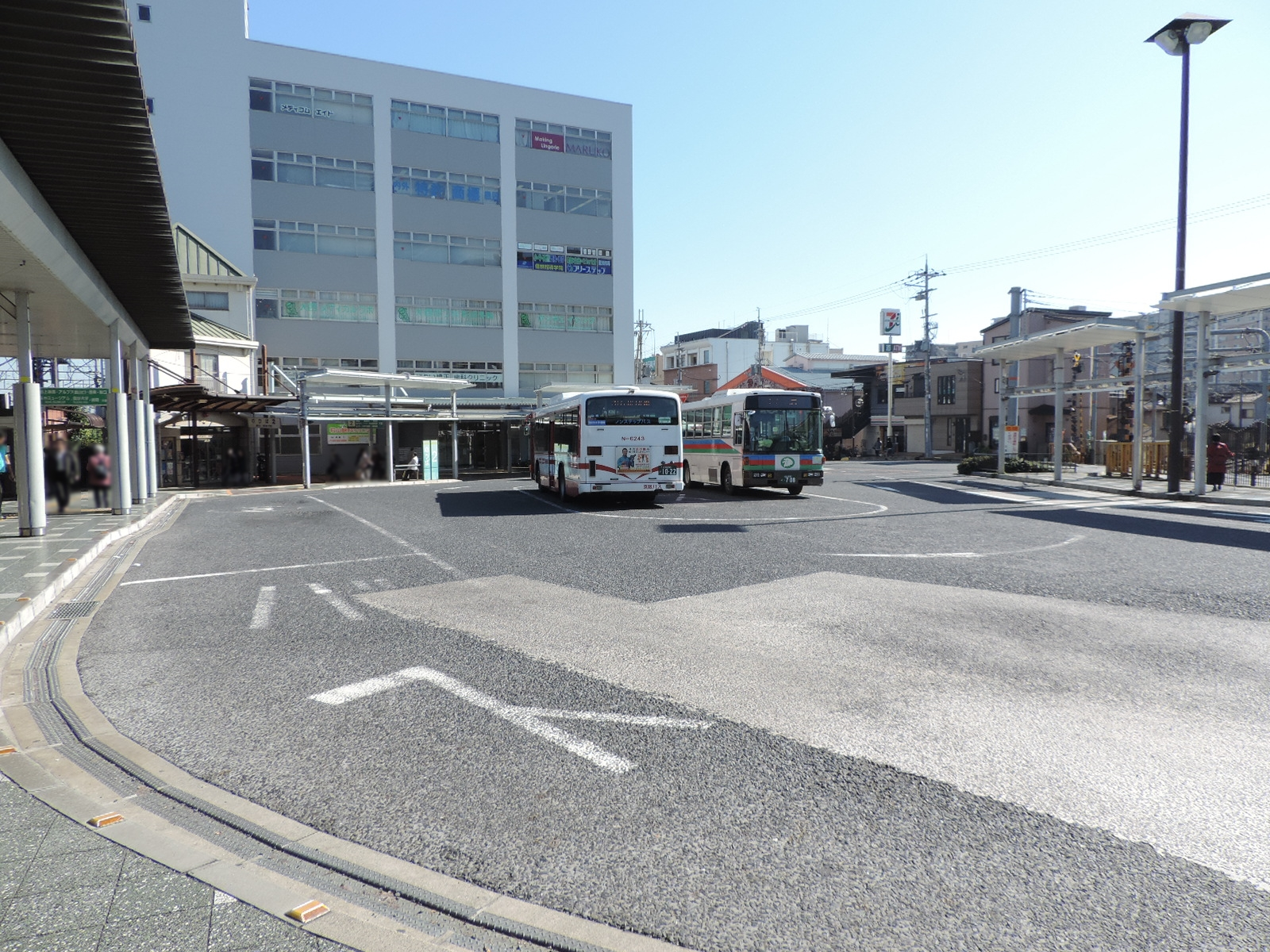
石山站巴士總站（2017年11月）
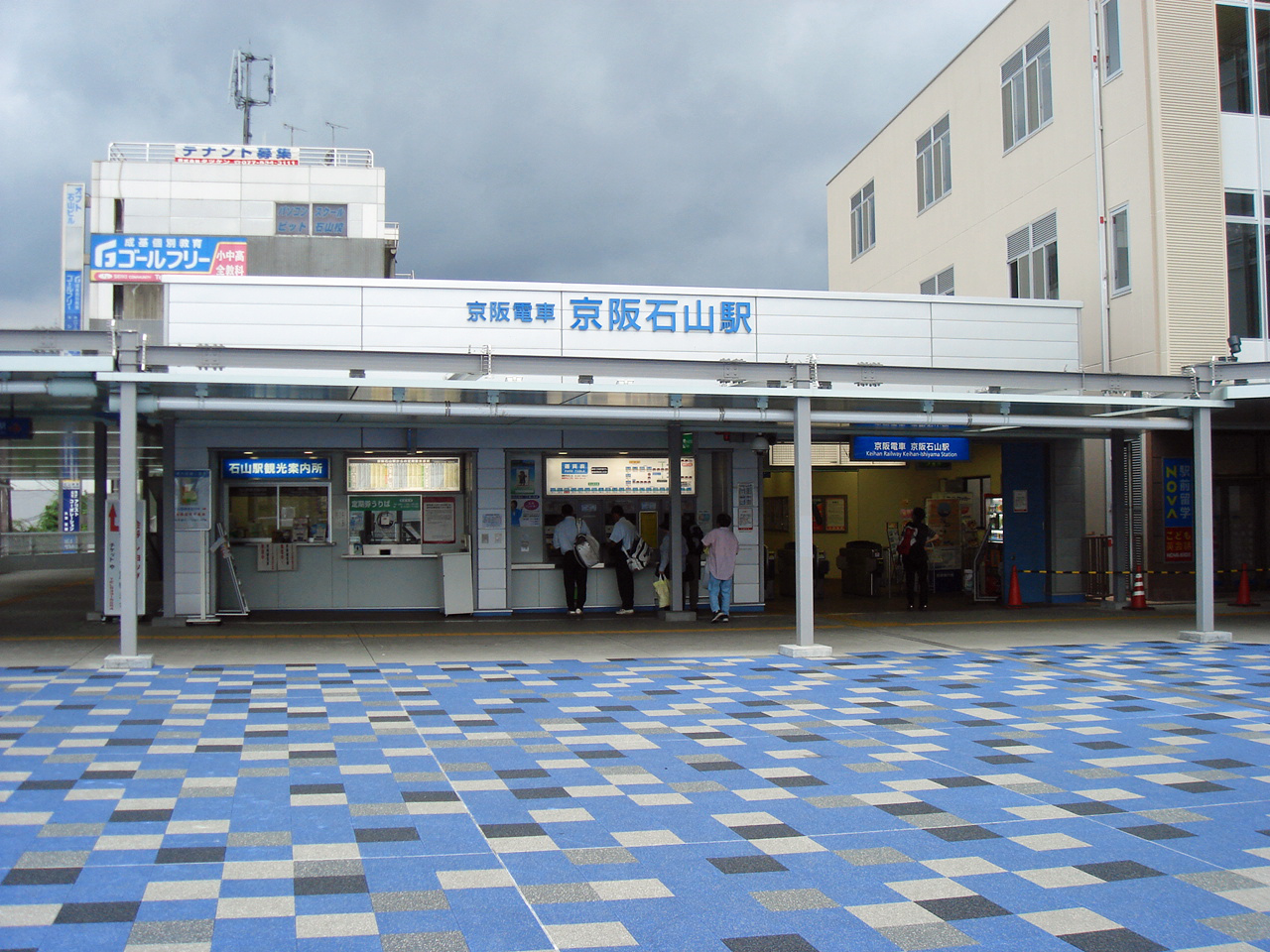
舊車站外貌（2006年7月），現時已撤走「京阪電車京阪石山站」文字。

## 車站周邊
有關詳細的車站周邊設施與巴士路線資訊，參見石山站。
- 平和堂石山店
- 東麗滋賀事業場
- 瑞薩半導體製造（日语：ルネサス セミコンダクタ マニュファクチュアリング） 滋賀工場（舊・瑞薩關西半導體）
- 石山站前郵局
- 國道1號

## 相鄰車站
京阪電氣鐵道
▼石山坂本線
唐橋前（OT02）－京阪石山（OT03）－粟津（OT04）

## 注腳
1. ↑  停車站資訊圖 （页面存档备份，存于）（日語） - 京阪電氣鐵道
2. 1 2 3 4  高橋 2017，第28頁.
3. 1 2  寺田 2013，第276頁.
4. 1 2  寺田 2013，第275頁.
5. ↑  京阪3駅にAED寄贈 （页面存档备份，存于）（日語） - 乙丸健康新聞（2008年10月7日）
6. ↑  keihan-o2.com 駅係員配置時間 （页面存档备份，存于）（日語）

## 外部連結
- 京阪石山 - 京阪電氣鐵道